# Curtiss-Wright

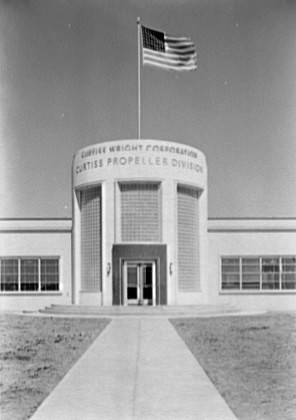
Das alte Hauptquartier in Caldwell (New Jersey), 1941

Die Curtiss-Wright Corporation ist heute ein US-amerikanischer Hersteller von Aktoren, Antriebs-, Ventil- sowie Fluidsystemen mit Hauptsitz in Charlotte, North Carolina. Er bietet darüber hinaus ein umfangreiches Programm an Metallbearbeitungen wie beispielsweise Kugelstrahlen, Beschichtung oder Wärmebehandlung an. Die Kunden kommen hauptsächlich aus den Bereichen der Verteidigungs-, Luftfahrt- und Kerntechnik. Die Aktien des Unternehmens werden an der New Yorker Börse gehandelt.
Die Metal Improvement Company ist ein Tochterunternehmen der amerikanischen Curtiss-Wright Corporation.

## Geschichte
Das Unternehmen geht in gerader Linie auf den Luftfahrtpionier Glenn Curtiss und die Gebrüder Wright zurück. Am 5. Juli 1929 fusionierten die Wright Aeronautical Corporation und die Curtiss Aeroplane and Motor Company Incorporated sowie zehn weitere Tochtergesellschaften. Glenn Curtiss selbst war bereits ab 1907/08 im Regierungsauftrag als Flugzeugkonstrukteur tätig. Er machte mit mehreren erfolgreichen Flugzeug- und vor allem Flugbootentwicklungen von sich reden. International bekannt wurde er 1919, als drei seiner Flugboote Curtiss NC versuchten, von Neufundland aus über die Azoren und Portugal bis nach Plymouth in England zu kommen. Nur einem davon gelang der Flug. Berühmt wurde auch sein Schulflugzeug Curtiss JN-4 Jenny.
Schon früh hatte Curtiss auch mit dem Bau von Flugmotoren begonnen. Nach dem Ersten Weltkrieg schuf er einen neuen Motortyp, den D-12, der zum V-1550 Conqueror weiterentwickelt wurde. Zwölf dieser Triebwerke bildeten die zweite Motorausstattung des damals größten Flugzeugs der Welt, der Dornier Do X. In den 1930er-Jahren begann dann die Entwicklung fortschrittlicher Sternmotoren wie des Wright R-1820, des Wright R-2600, des Wright R-3350 und des Wright R-4090 sowie der passenden Propeller. Auf Curtiss-Wright geht auch die Segelstellung der Propeller ausgefallener Motoren zurück. 1933 erwarb Curtiss-Wright die Keystone Aircraft und damit auch das Know-how für Amphibien-Flugzeuge.
Erinnert sei schließlich an die beiden Flugzeuge Curtiss Hawk II, mit denen Ernst Udet auf vielen Flugtagen seine atemberaubenden Sturzflüge vorführte.
1937 wurde die H 75 A Curtiss P-36 vorgestellt, die unter anderem auch nach Frankreich exportiert wurde. Eine Anzahl davon fiel bei der Besetzung des Landes in deutsche Hände. Während des Zweiten Weltkrieges lieferte die Firma in Großserie gefertigte Motoren sowie Transport- und Kampfflugzeuge, wie die Curtiss P-40 Warhawk, die SB2C Helldiver oder die Curtiss C-46 Commando.
Nach dem Krieg versäumte es die Firma, sich auch mit der Entwicklung des Strahlantriebes zu befassen und zog sich auch als Produzent von Flugzeugen zurück. Der Wright R-3350 als Schlusspunkt der Kolbenmotorentwicklung wurde noch in den 1950er-Jahren bei der Douglas DC-7 und der Lockheed Super Constellation verwendet, den letzten Langstreckenpassagiermaschinen mit Kolbenmotoren.
Für den Nachbau des Strahltriebwerks Armstrong Siddeley Sapphire wurde noch eine Lizenz erworben, welche die Grundlage zur Entwicklung des Wright J65 bildete. Es wurde aber kein großer Erfolg, so dass auch dieser Zweig aufgegeben wurde. Stattdessen wurden Flugsimulatoren gebaut und die Geschäftsaktivitäten in Bereiche wie die Elektronik, Regelungstechnik und Kunststoffteilefertigung verlegt. Curtiss-Wright produziert zudem Flugschreiber.
Im Juni 1956 ging Curtiss-Wright ein Joint Venture mit der Studebaker-Packard Corporation ein. Dieses rettete Studebaker (vorläufig) vor der Insolvenz, alle Vorteile lagen aber bei Curtiss-Wright weil Studebaker-Packard nicht in der Position war, bessere Bedingungen auszuhandeln.
Die bedeutende Rüstungsabteilung von Packard (Kolbenmotoren für Schnellboote und Flugzeuge, Komponenten für das Düsentriebwerk J-47) wurde aufgelöst, der Standort Detroit samt Packard-Automobilen und Motorenbau aufgegeben und die Fahrzeugproduktion bei Studebaker in South Bend (Indiana) konzentriert. Dort wurden Packards noch zwei Jahre lang gebaut ehe die Marke eingestellt wurde. Zeitweise war Curtiss-Wright über Studebaker-Packard auch als Importeur von Mercedes-Benz Automobilen, Lkw und Bussen in die USA tätig, der Vertrieb erfolgte über das Studebaker-Händlernetz. Von der Zerschlagung profitierte Curtiss Wright doppelt: Ein Mitbewerber im Motorenbau wurde ausgeschaltet und der Konzern konnte massiv Steuern sparen.
1961 übernahm Curtiss-Wright die Target Rock Corporation und bediente mit deren Know-how militärische Interessen unter anderem für Regeleinrichtungen an Kernreaktoren. 1967 konnte Curtiss-Wright sich in diesem Bereich den ersten zivilen Auftrag sichern. Als Dienstleistung kam 1968 das Kugelstrahlen hinzu.
1958 erwarb Curtiss-Wright eine Wankelmotor-Lizenz. Man hoffte auf militärische Anwendungen wie Panzerantriebe und wollte insbesondere auf dem Gebiet der Strahltriebwerke erlittenen Rückstand wieder aufholen. Es wurden Wankelmotoren mit einer bis sechs Scheiben, großem sowie kleinem Kammervolumen und mit Luft- sowie Wasserkühlung systematisch erprobt. Doch anders als erwartet beschränkte sich Curtiss-Wright letztlich auf den Verkauf von Sublizenzen in den USA. 1970 verkaufte Curtiss-Wright die Entwicklung großer Wankelmotoren an Ingersoll-Rand. Curtiss-Wright war es nicht gelungen, eine klopffreie Verbrennung in ihren großen Wankelmotoren zu erreichen, was hingegen 1972 Ingersoll-Rand mit ihren 25-L- und 50-L-Erdgas-Wankelmotoren erfolgreich gelang. 1978 verkaufte Curtiss-Wright die gesamte Wankelentwicklung an John Deere.
Mit dem Ende des Kalten Krieges verringerten sich die Rüstungsausgaben und man musste erneut neue Geschäftsfelder aufschließen. Curtiss-Wright engagierte sich nun als Zulieferer für Boeing, McDonnell-Douglas und Airbus.
Trotz allem geriet das Unternehmen Anfang der 1990er-Jahre in eine Krise, als auch die Zuwachsraten des Luftverkehrs kleiner wurden. Sie verstärkte deshalb ihre Position als Wartungsbetrieb für Flugzeuge und Flugtriebwerke. Zusätzlich wurden Unternehmen gekauft, um im Ventilmarkt noch besser bestehen zu können.
2014 wurde der Unternehmenssitz von Roseland in New Jersey nach Charlotte in North Carolina verlegt.